# Godfrey Igwebuike Onah
Godfrey Igwebuike Onah (Imilike Ani, Enugu, Nigéria, 18 de agosto de 1956) é bispo de Nsukka.
Godfrey Igwebuike Onah recebeu o Sacramento da Ordem em 28 de julho de 1984.
Em 13 de abril de 2013, o Papa Francisco o nomeou Bispo de Nsukka. O arcebispo de Abuja, cardeal John Onaiyekan, o consagrou bispo em 4 de julho do mesmo ano; Os co-consagradores foram o Arcebispo de Onitsha, Valerian Okeke, e o Bispo Emérito de Nsukka, Francis Emmanuel Ogbonna Okobo.